# Volta a Cataluña 2011
La 91ª edición de la Volta a Cataluña, que se disputó en 2011 entre el 21 y el 27 de marzo, estuvo dividida en siete etapas, por un total de 1229,9 km, incluyendo una etapa de alta montaña en Andorra. Se le denominó la "Vuelta del Centenario" debido a que hizo 100 años que se disputó su primera edición.
La prueba se integró en el UCI WorldTour de ese año.
En principio el ganador fue Alberto Contador tras hacerse con la etapa reina consiguiendo una ventaja suficiente como para alzarse con la victoria, pero fue desclasificado como consecuencia del Caso Contador (ver sección Alberto Contador y el Caso Contador). Por lo que el ganador final fue Michele Scarponi seguido de Daniel Martin y Christopher Horner, respectivamente.
En las clasificaciones secundarias se impusieron Nairo Quintana (montaña), Rubén Pérez (sprints), Radioshack (equipos) y Xavier Tondo (catalanes).

## Equipos participantes
Tomaron parte en la carrera 24 equipos: los 18 de categoría UCI ProTour (al tener obligada su participación); más 6 de categoría Profesional Continental mediante invitación de la organización (Geox-TMC, Andalucía Caja Granada, Cofidis, le Crédit en Ligne, Caja Rural, Colombia es Pasión-Café de Colombia y CCC Polsat Polkowice). Formando así un pelotón de 190 ciclistas, con 8 corredores cada equipo (excepto el Omega Pharma-Lotto y el Vacansoleil-DCM que salieron con 7), de los que acabaron 153; con 152 clasificados tras la desclasificación de Alberto Contador (ver sección Alberto Contador y el Caso Contador). Los equipos participantes fueron:
| Equipo                              | Cód. UCI | Categoría               | Jefe de filas                        |
| ----------------------------------- | -------- | ----------------------- | ------------------------------------ |
| Katusha Team                        | KAT      | UCI ProTour             | Danilo Di Luca                       |
| Saxo Bank Sungard                   | SBS      | UCI ProTour             | Alberto Contador                     |
| Leopard Trek                        | LEO      | UCI ProTour             | Linus Gerdemann                      |
| Movistar Team                       | MOV      | UCI ProTour             | Xavier Tondo                         |
| Liquigas-Cannondale                 | LIQ      | UCI ProTour             | Ivan Basso                           |
| BMC Racing Team                     | BMC      | UCI ProTour             | Cadel Evans                          |
| Euskaltel-Euskadi                   | EUS      | UCI ProTour             | Igor Antón                           |
| Rabobank Cycling Team               | RAB      | UCI ProTour             | Carlos Barredo                       |
| Ag2r La Mondiale                    | ALM      | UCI ProTour             | Nicolas Roche                        |
| HTC-Highroad                        | THR      | UCI ProTour             | Martin Velits                        |
| Lampre-ISD                          | LAM      | UCI ProTour             | Alessandro Petacchi Michele Scarponi |
| Omega Pharma-Lotto                  | OLO      | UCI ProTour             | Jan Bakelants                        |
| Pro Team Astana                     | AST      | UCI ProTour             | Josep Jufré                          |
| QuickStep Cycling Team              | QST      | UCI ProTour             | Dario Cataldo                        |
| Sky Procycling                      | SKY      | UCI ProTour             | Rigoberto Urán                       |
| Team Garmin-Cervélo                 | GRM      | UCI ProTour             | Christian Vande Velde                |
| Team RadioShack                     | RSH      | UCI ProTour             | Haimar Zubeldia                      |
| Vacansoleil-DCM Pro Cycling Team    | VAC      | UCI ProTour             | Johnny Hoogerland                    |
| Geox-TMC                            | GEO      | Profesional Continental | Carlos Sastre Denís Menshov          |
| Andalucía Caja Granada              | ACG      | Profesional Continental | José Alberto Benítez                 |
| Cofidis, le Crédit en Ligne         | COF      | Profesional Continental | David Moncoutié                      |
| Caja Rural                          | CJR      | Profesional Continental | Íñigo Cuesta                         |
| Colombia es Pasión-Café de Colombia | CEP      | Profesional Continental | Víctor Hugo Peña                     |
| CCC Polsat Polkowice                | CCC      | Profesional Continental | Tomasz Marczynski                    |

## Etapas

### Etapa 1.Lloret de Mar-Lloret de Mar. 21 de marzo de 2011. 166,9 km
|   | Ciclista            | Equipo             | Tiempo     |
| - | ------------------- | ------------------ | ---------- |
| 1 | Gatis Smukulis      | HTC-Highroad       | 4h 08' 48" |
| 2 | Alessandro Petacchi | Lampre-ISD         | + 28"      |
| 3 | José Joaquín Rojas  | Movistar           | m.t.       |
| 4 | Rigoberto Urán      | Sky                | m.t.       |
| 5 | Jan Bakelants       | Omega Pharma-Lotto | m.t.       |

|   | Ciclista            | Equipo             | Tiempo     |
| - | ------------------- | ------------------ | ---------- |
| 1 | Gatis Smukulis      | HTC-Highroad       | 4h 08' 48" |
| 2 | Alessandro Petacchi | Lampre-ISD         | + 28"      |
| 3 | José Joaquín Rojas  | Movistar           | m.t.       |
| 4 | Rigoberto Urán      | Sky                | m.t.       |
| 5 | Jan Bakelants       | Omega Pharma-Lotto | m.t.       |

### Etapa 2.Santa Coloma de Farnés-Bañolas. 22 de marzo de 2011. 169,3 km
|   | Ciclista            | Equipo                      | Tiempo     |
| - | ------------------- | --------------------------- | ---------- |
| 1 | Alessandro Petacchi | Lampre-ISD                  | 4h 11' 08" |
| 2 | José Joaquín Rojas  | Movistar                    | m.t.       |
| 3 | Manuel Cardoso      | RadioShack                  | m.t.       |
| 4 | Nicolas Edet        | Cofidis, le Crédit en Ligne | m.t.       |
| 5 | Aitor Galdós        | Caja Rural                  | m.t.       |

|   | Ciclista            | Equipo             | Tiempo     |
| - | ------------------- | ------------------ | ---------- |
| 1 | Gatis Smukulis      | HTC-Highroad       | 8h 19' 56" |
| 2 | Alessandro Petacchi | Lampre-ISD         | + 28"      |
| 3 | José Joaquín Rojas  | Movistar           | m.t.       |
| 4 | Jan Bakelants       | Omega Pharma-Lotto | m.t.       |
| 5 | Thomas Peterson     | Garmin-Cervélo     | m.t.       |

### Etapa 3.Sant Esteve d'en Bas–Andorra(Vallnord). 23 de marzo de 2011. 183,9 km
|   | Ciclista           | Equipo                              | Tiempo     |
| - | ------------------ | ----------------------------------- | ---------- |
| 1 | Michele Scarponi   | Lampre-ISD                          | 4h 45' 54" |
| 2 | Levi Leipheimer    | RadioShack                          | m.t.       |
| 3 | Daniel Martin      | Garmin-Cervélo                      | + 12"      |
| 4 | Christopher Horner | RadioShack                          | m.t.       |
| 5 | Alex Cano          | Colombia es Pasión-Café de Colombia | m.t.       |

|   | Ciclista           | Equipo         | Tiempo      |
| - | ------------------ | -------------- | ----------- |
| 1 | Michele Scarponi   | Lampre-ISD     | 13h 06' 18" |
| 2 | Levi Leipheimer    | RadioShack     | m.t.        |
| 3 | Daniel Martin      | Garmin-Cervélo | + 35"       |
| 4 | Christopher Horner | RadioShack     | m.t.        |
| 5 | Rigoberto Urán     | Sky            | + 38"       |

### Etapa 4.Seo de Urgel–Vendrell. 24 de marzo de 2011. 195 km
|   | Ciclista               | Equipo       | Tiempo     |
| - | ---------------------- | ------------ | ---------- |
| 1 | Manuel Antonio Cardoso | RadioShack   | 4h 33' 02" |
| 2 | Giacomo Nizzolo        | Leopard Trek | m.t.       |
| 3 | José Joaquín Rojas     | Movistar     | m.t.       |
| 4 | Aitor Galdós           | Caja Rural   | m.t.       |
| 5 | František Raboň        | HTC-Highroad | m.t.       |

|   | Ciclista           | Equipo         | Tiempo      |
| - | ------------------ | -------------- | ----------- |
| 1 | Levi Leipheimer    | RadioShack     | 17h 39' 20" |
| 2 | Michele Scarponi   | Lampre-ISD     | m.t.        |
| 3 | Daniel Martin      | Garmin-Cervélo | + 12"       |
| 4 | Christopher Horner | RadioShack     | m.t.        |
| 5 | Rigoberto Urán     | Sky            | + 15"       |

### Etapa 5.Vendrell–Tarragona. 25 de marzo de 2011. 205,8 km
|   | Ciclista           | Equipo                      | Tiempo     |
| - | ------------------ | --------------------------- | ---------- |
| 1 | Samuel Dumoulin    | Cofidis, le Crédit en Ligne | 4h 49' 31" |
| 2 | José Joaquín Rojas | Movistar                    | m.t.       |
| 3 | Rubén Pérez        | Euskaltel-Euskadi           | m.t.       |
| 4 | Aitor Galdós       | Caja Rural                  | m.t.       |
| 5 | Michał Gołaś       | Vacansoleil-DCM             | m.t.       |

|   | Ciclista           | Equipo         | Tiempo      |
| - | ------------------ | -------------- | ----------- |
| 1 | Levi Leipheimer    | RadioShack     | 22h 28' 51" |
| 2 | Michele Scarponi   | Lampre-ISD     | m.t.        |
| 3 | Daniel Martin      | Garmin-Cervélo | + 12"       |
| 4 | Christopher Horner | RadioShack     | m.t.        |
| 5 | Rigoberto Urán     | Sky            | + 15"       |

### Etapa 6.Tarragona-Mollet del Vallés. 26 de marzo de 2011. 184,5 km
|   | Ciclista               | Equipo                      | Tiempo     |
| - | ---------------------- | --------------------------- | ---------- |
| 1 | José Joaquín Rojas     | Movistar                    | 4h 22' 19" |
| 2 | Manuel Antonio Cardoso | RadioShack                  | m.t.       |
| 3 | Samuel Dumoulin        | Cofidis, le Crédit en Ligne | m.t.       |
| 4 | Daniel Martin          | Garmin-Cervélo              | m.t.       |
| 5 | Diego Milán            | Caja Rural                  | m.t.       |

|   | Ciclista           | Equipo         | Tiempo      |
| - | ------------------ | -------------- | ----------- |
| 1 | Levi Leipheimer    | RadioShack     | 26h 51' 10" |
| 2 | Michele Scarponi   | Lampre-ISD     | m.t.        |
| 3 | Daniel Martin      | Garmin-Cervélo | + 12"       |
| 4 | Christopher Horner | RadioShack     | m.t.        |
| 4 | Rigoberto Urán     | Sky            | + 15"       |

### Etapa 7.Parets-Barcelona. 27 de marzo de 2011. 124,5 km
|   | Ciclista               | Equipo                      | Tiempo     |
| - | ---------------------- | --------------------------- | ---------- |
| 1 | Samuel Dumoulin        | Cofidis, le Crédit en Ligne | 2h 33' 55" |
| 2 | Rigoberto Urán         | Sky                         | m.t.       |
| 3 | Kenny Dehaes           | Omega Pharma-Lotto          | m.t.       |
| 4 | José Joaquín Rojas     | Movistar                    | m.t.       |
| 5 | Manuel Antonio Cardoso | RadioShack                  | m.t.       |

|   | Ciclista           | Equipo         | Tiempo      |
| - | ------------------ | -------------- | ----------- |
| 1 | Michele Scarponi   | Lampre-ISD     | 29h 05' 25" |
| 2 | Daniel Martin      | Garmin-Cervélo | + 12"       |
| 3 | Christopher Horner | RadioShack     | m.t.        |
| 4 | Rigoberto Urán     | Sky            | + 15"       |
| 5 | Xavier Tondo       | Movistar       | m.t         |

## Clasificaciones finales

### Clasificación general
| Posición | Ciclista           | Equipo              | Tiempo      |
| -------- | ------------------ | ------------------- | ----------- |
|          | Michele Scarponi   | Lampre-ISD          | 29h 25' 05" |
| 2        | Daniel Martin      | Garmin-Cervélo      | + 12"       |
| 3        | Christopher Horner | RadioShack          | m.t.        |
| 4        | Rigoberto Urán     | Sky                 | + 15"       |
| 5        | Xavier Tondo       | Movistar            | m.t.        |
| 6        | Ivan Basso         | Liquigas-Cannondale | m.t.        |
| 7        | Cadel Evans        | BMC Racing          | + 27"       |
| 8        | Kevin Seeldraeyers | Quick Step          | + 49"       |
| 9        | Bauke Mollema      | Rabobank            | m.t.        |

### Clasificación de la montaña
| Posición | Ciclista                | Equipo                              | Tiempo |
| -------- | ----------------------- | ----------------------------------- | ------ |
|          | Nairo Quintana          | Colombia es Pasión-Café de Colombia | 47     |
| 3        | Steven Kruijswijk       | Rabobank                            | 41     |
| 4        | Julián Sánchez Pimienta | Caja Rural                          | 39     |

### Clasificación de los sprints
| Posición | Ciclista             | Equipo                 | Tiempo |
| -------- | -------------------- | ---------------------- | ------ |
|          | Rubén Pérez          | Euskaltel-Euskadi      | 18     |
| 2        | José Toribio Alcolea | Andalucía Caja Granada | 11     |
| 3        | Ben Gastauer         | Ag2r La Mondiale       | 5      |

### Clasificación por equipos
| Posición | Equipo     | Tiempo      |
| -------- | ---------- | ----------- |
|          | RadioShack | 88h 16' 16" |
| 2        | Rabobank   | + 1' 16"    |
| 3        | Sky        | + 2' 30"    |

## Evolución de las clasificaciones
| Etapa (Vencedor)                  | Clasificación general | Clasificación de la montaña | Clasificación de los sprints | Clasificación por equipos |
| --------------------------------- | --------------------- | --------------------------- | ---------------------------- | ------------------------- |
| 1ª etapa (Gatis Smukulis)         | Gatis Smukulis        | Gatis Smukulis              | Ben Gastauer                 | HTC-Highroad              |
| 2ª etapa (Alessandro Petacchi)    | Gatis Smukulis        | Julián Sánchez Pimienta     | Rubén Pérez                  | HTC-Highroad              |
| 3ª etapa (Michele Scarponi)       | Levi Leipheimer       | Nairo Quintana              | José Toribio Alcolea         | RadioShack                |
| 4ª etapa (Manuel Antonio Cardoso) | Levi Leipheimer       | Nairo Quintana              | Rubén Pérez                  | RadioShack                |
| 5ª etapa (Samuel Dumoulin)        | Levi Leipheimer       | Nairo Quintana              | Rubén Pérez                  | RadioShack                |
| 6ª etapa (José Joaquín Rojas)     | Levi Leipheimer       | Nairo Quintana              | Rubén Pérez                  | RadioShack                |
| 7ª etapa (Samuel Dumoulin)        | Michele Scarponi      | Nairo Quintana              | Rubén Pérez                  | RadioShack                |
| Final                             | Michele Scarponi      | Nairo Quintana              | Rubén Pérez                  | RadioShack                |

## Alberto Contador y el Caso Contador
A pesar de que Alberto Contador no diese positivo en esta carrera ni en las anteriores durante el año, el 6 de febrero de 2012 la UCI, a instancias del TAS, decidió anular todos los resultados del ciclista español durante el 2011 debido a su positivo por clembuterol en el Tour de Francia 2010.
Por lo tanto oficialmente Contador fue desclasificado de la ronda catalana con la indicación "0 DSQ" (descalificado) aunque indicando el tiempo y puntos de las clasificaciones parciales y finales. En la que había ganado la 3ª etapa como resultados parciales más destacados; además, en las clasificaciones finales fue ganador de la general y segundo en la de la montaña como resultados finales más destacados. Todos sus resultados parciales fueron anulados y su puesto quedó vacante excepto en los que salió victorioso en el que el segundo cogió su puesto quedándose el segundo vacante; y en la de la clasificación general diaria y final que en ese caso su exclusión supuso que los corredores que quedaron por detrás de él (hasta el 21º) subiesen un puesto en la clasificación, quedando vacante la vigésimo primera posición. Teniendo su participación solo incidencia en la clasificación por equipos como suele ser habitual en estos casos de expulsión de corredores.
Esta sanción no tuvo incidencia en el UCI World Ranking debido a que la temporada ya había finalizado cuando se decidió la sanción, sin embargo la UCI anunció que estudiaría la descalificación del Team Saxo Bank como equipo de categoría UCI ProTour ya que Alberto reunía el 68% de los puntos con el que equipo logró estar en dicha categoría en el 2012.